# Jean-François Deniau

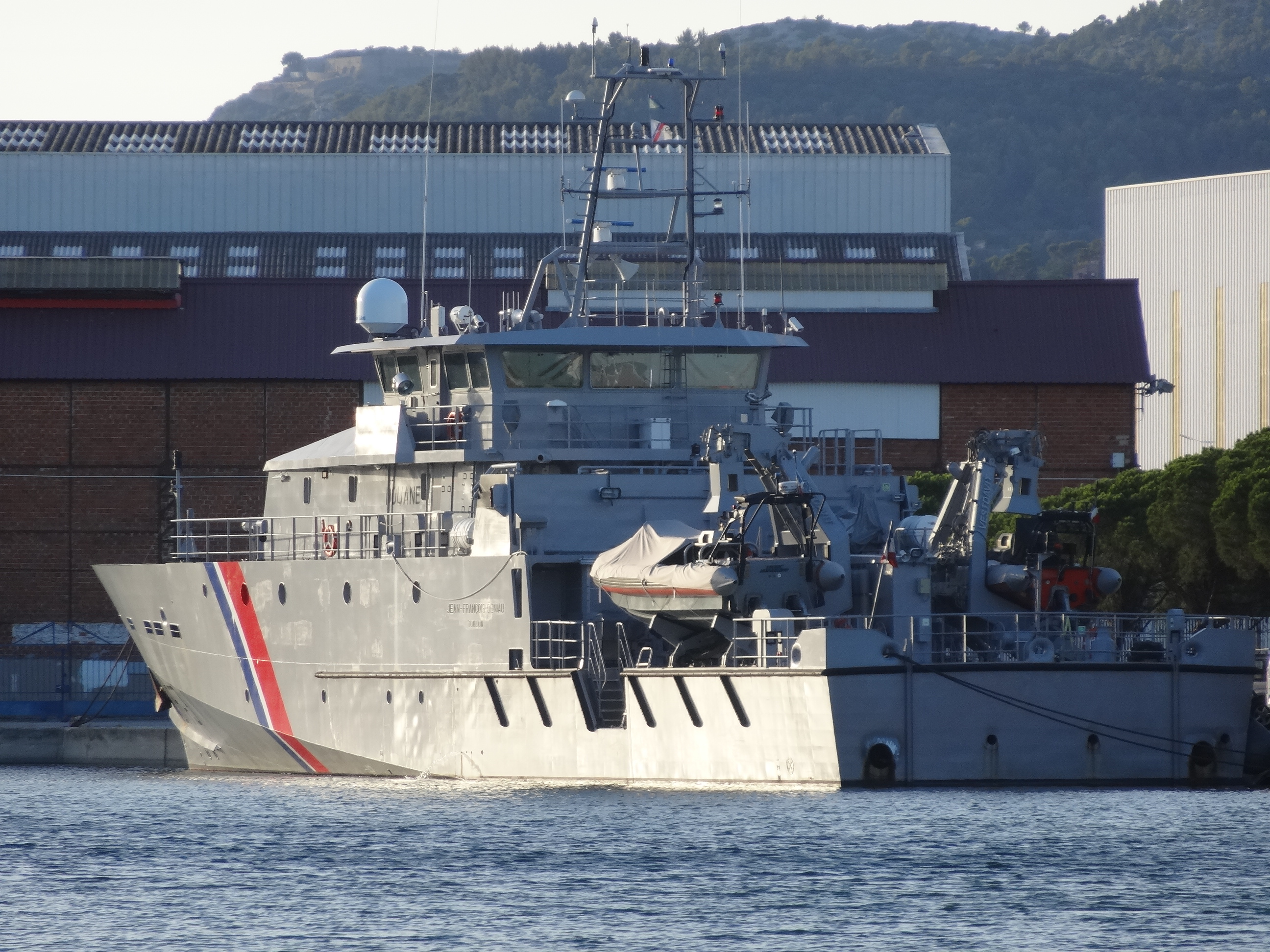
Statek Jean-François Deniau nazwany na cześć polityka

Jean-François Marie Joseph Deniau (ur. 31 października 1928 w Paryżu, zm. 24 stycznia 2007 tamże) – francuski polityk, dyplomata, urzędnik państwowy i pisarz, członek Akademii Francuskiej. Deputowany krajowy i poseł do Parlamentu Europejskiego II kadencji, ambasador Francji w Mauretanii (1963–1967) i Hiszpanii (1976–1977), w latach 1967–1973 członek Komisji Europejskiej, minister handlu zagranicznego (1978–1980) i minister delegowany ds. reform administracyjnych (1980–1981). 

## Życiorys

### Działalność polityczna
Pochodzi z rodziny o tradycjach winiarskich, syn inżyniera Marcela (zm. 1934) i Marie-Berthe z domu Loth-Simmonds. Brat polityka Xaviera Deniau, wraz z nim pod koniec lat 40. przebywał w Indochinach i do 1950 walczył w I wojnie indochińskiej. Kształcił się w szkołach średnich w Paryżu, dwukrotnie zwyciężając prestiżowy concours général. Następnie studiował w Instytucie Nauk Politycznych w Paryżu, otrzymując tytuł licencjata z socjologii i etnologii oraz DES z ekonomii politycznej. Kształcił się w zakresie prawa i filologii na Uniwersytecie Paryskim. W 1952 został absolwentem École nationale d’administration (promocja Jean Giraudoux), uzyskał także doktorat z prawa.
Początkowo zatrudniony w generalnej inspekcji finansów oraz jako doradca ministra przemysłu i handlu, od 1956 był sekretarzem generalnym francuskiej delegacji przy Wspólnotach Europejskich. Uczestniczył w przygotowywaniu tekstu traktatów rzymskich, zredagował w nich preambułę. Od 1958 do 1963 zatrudniony na stanowiskach dyrektorskich w Komisji Europejskiej, gdzie odpowiadał za negocjacje akcesyjne z Wielką Brytanią i współpracę z państwami afrykańskimi. W 1963 został ambasadorem Francji w Mauretanii. Od 1967 do 1973 zasiadał w czterech kolejnych Komisjach Europejskich kierowanych przez Jeana Reya, Franco Marię Malfattiego, Sicco Mansholta i François-Xaviera Ortolego. Odpowiadał w nich za handel zagraniczny i rozszerzenie (1967–1970), relacje zewnętrzne (1970–1973) oraz współpracę rozwojową (1970–1973). W kwietniu 1973 zrezygnował z funkcji, przechodząc do rządu krajowego. 
Działał kolejno w Narodowej Federacji Niezależnych Republikanów, Partii Republikańskiej i Demokracji Liberalnej, wchodzących w skład federacyjnej Unii na Rzecz Demokracji Francuskiej. Zajmował stanowiska sekretarza stanu ds. spraw zagranicznych (kwiecień 1973–luty 1974), rolnictwa (luty 1974–styczeń 1976). Pomiędzy 1976 a 1977 ambasador w Hiszpanii. Od kwietnia do maja 1978 członek Zgromadzenia Narodowego. Zajmował stanowisko ministra handlu zagranicznego (kwiecień 1978–październik 1980) i ministra delegowanego ds. reformy administracyjnej (październik 1980–marzec 1981). Od 1984 do 1986 pozostawał posłem do Parlamentu Europejskiego, przystąpił do frakcji liberalno-demokratycznej. W latach 1986–1997 ponownie zasiadał w krajowej legislatywie. Równocześnie przez wiele lat był radnym Cher i Regionu Centralnego, w latach 1994–1998 kierował pierwszym gremium. W 1998 zrezygnował z członkostwa w UDF.

## Działalność społeczna i pisarska
Równocześnie z karierą polityczną zajmował się publicystyką, eseistyką i pisarstwem. Publikował teksty m.in. w „Le Figaro” i „L’Express”, został autorem kilkunastu książek. Zajmował się działalnością społeczną, zwłaszcza humanitarną, w tym na rzecz państw afrykańskich. Był inicjatorem ustanowienia Nagrody Sacharowa. W 1992 został członkiem Akademii Francuskiej (fotel 36), pozostał nim do śmierci.

## Życie prywatne
Był żonaty z polityk i prawnik Frédérique Dupuy, mieli dwoje dzieci. Pozostawał w nieformalnym związku z dziennikarką Marie Dabadie. Zmarł w wyniku wieloletniej choroby nowotworowej.

## Odznaczenia i wyróżnienia
Odznaczony Legią Honorową III klasy (1998) i II klasy (2005), Krzyżem Wojennym (Krzyżem Zamorskich Teatrów Operacyjnych), Krzyżem Waleczności Wojskowej, Orderem Sztuki i Literatury oraz Orderem Izabeli Katolickiej II klasy, a także Złotym Medalem Parlamentu Europejskiego. Wyróżniany także nagrodami literackimi, w tym Prix Saint-Simon (1998) i Prix littéraire de l’armée de Terre – Erwan Bergot (2007).